# دیوینیانو
دیوینیانو (به ایتالیایی: Divignano) یک کومونه در ایتالیا است که در استان نووارا واقع شده‌است.

## خصوصیات
دیوینیانو ۵٫۲ کیلومترمربع مساحت و ۱٬۳۱۷ نفر جمعیت دارد.